# 톈웨이향

톈웨이 향의 위치

톈웨이향(한국어: 전미향, 중국어: 田尾鄉, 병음: Tiánwěi Xiāng)은 중화민국 장화 현의 향이다. 넓이는 24.0375km2이고, 인구는 2015년 8월 기준으로 27,610명이다.

## 지리
장화 현의 남부에 위치한 농촌으로 북쪽으로 융징 향, 남쪽으로 베이더우 진과 접한다.